# Crossotus tubericollis
Crossotus tubericollis es una especie de escarabajo longicornio del género Crossotus, tribu Ceroplesini, subfamilia Lamiinae. Fue descrita científicamente por Fairmaire en 1891.

## Descripción
Mide 14-20 milímetros de longitud.

## Distribución
Se distribuye por Benín, Camerún, Chad, Burkina Faso, Costa de Marfil, Eritrea, Etiopía, Gambia, Ghana, Kenia, Malí, Malaui, Marruecos, Mozambique, Namibia, Níger, Nigeria, Uganda, República Centroafricana, República Democrática del Congo, Río de Oro, Somalia, Senegal, Sudán, Tanzania y Zambia.